# فروغی بسطامی
فُروغی بَسطامی (زادهٔ ۱۲۱۳ در کربلا – درگذشتهٔ ۲۵ محرم ۱۲۷۴ در تهران) از غزل‌سرایان دوره قاجار بود. او شاعر معاصر سه تن از پادشاهان قاجار بود: از زمان فتحعلی شاه نامور گشت، و در دوره‌های محمد شاه و ناصرالدین شاه به کار خویش ادامه داد.
از آن جهت که وی از دودمان معیرالممالک بوده نسب وی به روستای ابرسج شهرستان شاهرود می‌رسد اما از آن جهت که شهر بزرگ در آن زمان بسطام بوده وی به بسطامی خوانده شد.

## زندگی‌نامه
میرزا عباس فرزند آقا موسی بسطامی فرزند حسنعلی‌بیگ بسطامی، معروف به میرزا عباس بسطامی با تخلص فروغی، در سال ۱۲۱۳هجری قمری، حین سفر خانواده‌اش به عتبات عالیات، در اندرات  زاده شد. پس از چندی به همراه خانواده‌اش در ساری مازندران اقامت گزید. او پس از مدتی به گرگان آمد. او در نوجوانی در زمان فتحعلی شاه، مدتی را در شهر بسطام به سر برد؛ وزهمان‌روی به بسطامی منتسب گشت. او چندی را نیز در شهر کرمان، در خدمت حسنعلی میرزا شجاع‌السلطنه گذراند که در همان دوران، بنا به درخواست شجاع‌السلطنه، تخلص خود را به نام فرزند او «فروغ‌الدوله»، فروغی نهاد. فروغی بسطامی تا پیش از آن در شعرهایش، تخلص مسکین را به‌کارمی‌برد.
عموی او، دوست‌علی‌خان معیرالممالک، خزانه‌دار فتحعلی شاه قاجار بود. فروغی بسطامی پس از یک سال کسالت شدید در روز ۲۵ محرم ۱۲۷۴ قمری در گرگان درگذشت.

## شعر
بیشترین و برجسته‌ترین شعرهایش در قالب غزل است. فروغی بسطامی از جرگهٔ شاعران صوفی‌منش بود. او در بهترین غزل‌های عارفانه‌اش لطافت و شیرینی را با رسایی و سادگی واژگان، به‌هم می‌سرشت.
هرچند که گفته می‌شود فروغی بسطامی، حدود بیست‌هزار بیت شعر داشته‌است، اما آنچه از او برجا مانده‌است و در زمان خود او هم به صورت پیوست دیوان قاآنی به چاپ رسید، چیزی در حدود پنج‌هزار بیت است.

### نمونهٔ شعر
| مردان خدا پردهٔ پندار دریدند      |  | یعنی همه جا غیر خدا یار ندیدند    |
| هر دست که دادند از آن دست گرفتند |  | هر نکته که گفتند همان نکته شنیدند |
| یک طایفه را بهر مکافات سرشتند    |  | یک سلسله را بهر ملاقات گزیدند     |
| یک فرقه به عشرت در کاشانه گشادند |  | یک زمره به حسرت سرانگشت گزیدند    |
| جمعی به در پیر خرابات خرابند     |  | قومی به بر شیخ مناجات مریدند      |
| یک جمع، نکوشیده، رسیدند به مقصد  |  | یک قوم دویدند و به جایی نرسیدند   |
| فریاد، که در رهگذر آدم خاکی      |  | بس دانه فشاندند و بسی دام تنیدند  |
| همّت طلب از باطن پیران سحرخیز     |  | زیرا که یکی را ز دوعالم طلبیدند   |
| زنهار، مزن دست به دامان گروهی    |  | کز حق ببریدند و به باطل گرویدند   |
| چون خلق در آیند به بازار حقیقت   |  | ترسم نفروشند متاعی که خریدند      |
| کوتاه‌نظر غافل ازآن سرو بلند است  |  | کاین جامه به‌اندازهٔ هرکس نبریدند   |
| مرغان نظرباز سبک‌سیر، فروغی       |  | از دامگه خاک برافلاک پریدند       |